# Engi (Glaris)
Engi est une localité et une ancienne commune suisse du canton de Glaris, située dans la commune de Glaris Sud.

## Géographie

Photo aérienne (1964)

Selon l'Office fédéral de la statistique, l'ancienne commune d'Engi mesure 40,67 km2 et comprenait les localités de Dörfli, Hinterdorf et Vorderdorf. Elle était limitrophe de Matt, Schwanden et Sool, ainsi que de Flums et Quarten dans le canton de Saint-Gall.
De 1905 à 1969, le chemin de fer de la vallée de Sernf la reliait à Schwanden et à Elm.

## Démographie
Selon l'Office fédéral de la statistique, Engi possède 609 habitants fin 2022. Sa densité de population atteint 15 hab./km2.
Le graphique suivant résume l'évolution de la population d'Engi entre 1850 et 2008 :